# Gilbert Okari
Gilbert Okari (* 2. Juli 1978) ist ein kenianischer Langstreckenläufer.

## Leben
2003 wurde er über 10.000 m Dritter bei den nationalen Ausscheidungskämpfen für die Leichtathletik-Weltmeisterschaften in Paris/Saint-Denis, später aber aus dem Aufgebot entfernt. Er beschloss, sich nun auf Straßenläufe zu konzentrieren, und gewann in der Folge mehrere bedeutende Rennen in den Vereinigten Staaten, darunter dreimal hintereinander das Falmouth Road Race (2004–2006). 2006 siegte er beim Vancouver Sun Run und bei den World’s Best 10K. 2008 gewann er den San-José-Halbmarathon.
Okari gehört zur KIMbia-Trainingsgruppe von Dieter Hogen.

## Persönliche Bestzeiten
- 10.000 m: 27:40,9 min, 6. August 2003, Haverford (Pennsylvania)
- 10-km-Straßenlauf: 27:28 min, 2. August 2003, Cape Elizabeth (Maine)
- 15 km: 43:02 min, 8. Juli 2001, Utica
- Halbmarathon: 1:01:26 h, 	14. März 2009, Den Haag